# Lili (Tekken)
Emilie "Lili" Rochefort (エミリ・ド・ロシュフォール?, Emiri do Roshufōru), nota più semplicemente come Lili (リリ?, Riri), è un personaggio immaginario della serie di videogiochi picchiaduro Tekken, apparsa per la prima volta in Tekken 5: Dark Resurrection. È una ragazza monegasca di 16 anni, figlia unica di un ricco magnate del petrolio residente in una sontuosa villa in periferia del Principato.

## Scheda del personaggio

### Aspetto
Emilie Rochefort, detta Lili è una ragazza con lunghi capelli biondi e occhi azzurri. Nonostante il viso angelico, nutre una grande passione per la lotta.

### Caratteristiche
Lili combatte usando una tecnica di lotta di strada che prende le basi dal Krav Maga, ma con movimenti molto più leggiadri che fanno pensare alla danza classica: altri movimenti ricordano le mosse di ginnastica, segno della contaminazione di queste discipline nel suo stile di combattimento. Difatti lo stile di combattimento di Lili è uno stile originale, poiché è adattato alle sue capacità e anche perché la giovane è un'autodidatta delle arti marziali.
Lili, a differenza di altri personaggi che combattono secondo il suo stesso stile, è anche molto più agile, probabilmente grazie all'allenamento nella danza e nella ginnastica.

### Personalità
Lili vive felice nel lusso della sua villa; ma, al contrario di quanto suggerisce il suo comportamento, nutre un profondo rispetto per il padre e detesta deluderlo: per questo cerca di frenare la sua voglia di combattere, senza però riuscirci.

## Storia

### Tekken 5: Dark Resurrection
Emily "Lili" Rochefort è una ragazza di sedici anni, figlia unica di un ricco magnate del petrolio che risiede a Monaco. Lili vive nel lusso di una villa in periferia con il suo maggiordomo Sebastian.
A dodici anni, Lili venne attaccata da un gruppo di rapitori, ma inaspettatamente divenne violenta e cominciò a difendersi, sconfiggendo tutti i criminali. Dopo quell'avvenimento, Lili, da sempre ragazza gentile e a modo, si innamorò dell'arte del combattimento; questa passione non fu condivisa dal padre, che non voleva avere una teppista per figlia. Sebbene nutrisse molta stima nei suoi confronti, Lili disobbedì al padre scappando con l'aereo privato della famiglia Rochefort in cerca di nuove emozioni all'estero. Arrivata a San Francisco, Lili seguì una serie di combattimenti di strada prima di leggere un invito per la partecipazione al "The King of Iron Fist Tournament 5", o Tekken 5. Lili lesse che il patrocinatore del torneo era la Mishima Zaibatsu, azienda che aveva creato molti problemi al padre: così Lili decise di partecipare al torneo, convinta di fare un favore al padre oltre che a sé stessa.
Nel suo finale, Lili e il suo maggiordomo Sebastian festeggiano la vittoria sulla Mishima Zaibatsu; mentre Sebastian si asciuga le lacrime con un fazzoletto, Lili ride pensando a come sarà felice suo padre quando saprà del crollo della Mishima Zaibatsu e della sua partecipazione al quinto torneo. L'autista di Lili l'aspetta in limousine; accende il televisore dell'automobile e scopre così che la Mishima Financial Group è collassata, mandando in bancarotta la società del padre di Lili.

### Tekken 6
Lili partecipò al quinto torneo, ma fu sconfitta da Asuka Kazama; quando suo padre lo venne a sapere, Lili cercò di scusarsi e decise di vendicarsi per la sconfitta. Un giorno, i campi di petrolio del padre di Lili passarono sotto il controllo della Mishima Zaibatsu, e le aziende paterne fallirono. Con l'annuncio dell'imminente "The King of Iron Fist Tournament 6", o Tekken 6, Lili decise di partecipare e vincere il torneo per vendicarsi della sconfitta e della Mishima Zaibatsu.
Nel suo epilogo, mentre Asuka Kazama arriva a scuola, la macchina di Lili si ferma bruscamente davanti alla ragazza facendola cadere dalla bicicletta e facendole rovesciare il pranzo. Infuriata, Asuka si scaglia su Lili e dà inizio a uno scontro. Sebastian, il maggiordomo di Lili, osserva la scena e si compiace dicendo: "Sta già facendo amicizia".

### Tekken Comic
Nel fumetto di Tekken, Lili è accompagnata da Leo, il quale è la sua guardia del corpo e sostituisce Sebastian a causa di un mal di schiena. Si reca a Osaka per la realizzazione di una pellicola cinematografica di arti marziali con l'aiuto di Leo e sfida Asuka Kazama, che però la sconfigge, dicendole di prepararsi per combattere di nuovo a metà anno. Volendo tuttavia accelerare i tempi, Lili si iscrive alla scuola di Asuka e l'accompagnerà nelle avventure della storia insieme con Leo, soggiornando per un po' nella casa di Asuka dopo aver offerto dei soldi al padre della ragazza, poiché questi non riusciva a mantenere il Dojo. La Mishima Zaibatsu manda poi in bancarotta la società del padre di Lili, che, insieme con Leo e Asuka, decide di infiltrarsi nella sede della Mishima. Combatterà contro Nina, la quale proverà a ucciderla, ma in soccorso della giovane miliardaria verranno Leo e Panda; l'animale sconfiggerà Nina. In questo fumetto, Lili prova un sentimento di ammirazione verso Asuka, poiché questa aveva sferrato un pugno a Jin durante lo svolgimento di un torneo da lui presentato; allo stesso tempo, però, prova gelosia, poiché un video in cui Asuka colpiva Jin aveva più visualizzazioni di quello di Lili.

### Street Fighter X Tekken
Lili è presente come personaggio giocabile in Street Fighter X Tekken, un crossover tra il franchise di Tekken e quello di Street Fighter.